# Non Serviam (album)
Non Serviam drugi je studijski album grčkog black metal-sastava Rotting Christ. Diskografska kuća Unisound Records objavila ga je 10. listopada 1994.

## O albumu
Na latinskom jeziku izraz Non Serviam prevodi se kao "neću služiti"; odnosi se na Sotonino odbijanje da služi Bogu. Pjevač i gitarist Sakis Tolis na trbuhu ima tetovažu s tim izrazom.
Godine 2006. diskografska kuća The End Records ponovno je objavila album.

## Popis pjesama
Tekstovi: Mutilator, glazba: Necromayhem.
| 1.    | »The Fifth Illusion«                     | 5:33 |
| 2.    | »Wolfera the Chacal«                     | 7:13 |
| 3.    | »Non Serviam«                            | 5:01 |
| 4.    | »Morallity of a Dark Age«                | 5:02 |
| 5.    | »Where Mortals Have No Pride«            | 7:48 |
| 6.    | »Fethroesforia« (instrumentalna skladba) | 1:36 |
| 7.    | »Mephesis of Black Crystal«              | 5:24 |
| 8.    | »Ice Shaped God«                         | 3:54 |
| 9.    | »Saturn Unlock Avey's Son«               | 6:22 |
| 47:53 |                                          |      |

## Zasluge
| Rotting Christ - Necrosauron – bubnjevi - Necromayhem – vokal, gitara - Mutilator – bas-gitara - Magus Wampyr Daoloth – klavijature, prateći vokal | Ostalo osoblje - Dimitris Pappas – fotografije - Nikos Mirtis – naslovnica albuma - George Zacharopoulos – inženjer zvuka |